# Ponmudi
Ponmudi (il cui significato è Il Picco d'Oro) è una cima montuosa situata nel distretto di Thiruvananthapuram, nello Stato indiano meridionale del Kerala; si trova 61 km a nord-est dalla città di Trivandrum, ad un'altitudine di 910 metri. Fa parte della catena montuosa dei Ghati Occidentali, che corre parallela alla costa del Mare Arabico.

## Geografia ed attrattive
Ben nota per le sue piantagioni di tè, Ponmudi è raggiungibile da Trivandrum tramite una strada stretta e tortuosa, che si snoda inizialmente fra un gran numero di piccoli villaggi, poi nella foresta; è anche una base di partenza per escursioni e per trekking.
La base della montagna è completamente ricoperta da una fitta foresta, interrotta da un gran numero di torrenti e fiumiciattoli, che talvolta si gettano in piccole rapide, alcune delle quali sono raggiungibili con una certa facilità dalla strada principale; la fauna, molto ricca, comprende scimmie (prevalentemente macachi) e un gran numero di rettili, facilmente osservabili. Verso la parte più alta dei versanti, la foresta lascia il posto ad una vegetazione più diradata ed alle coltivazioni da tè. Un breve e facile sentiero consente di raggiungere le cime dall'area di parcheggio.
Nei pressi della montagna, verso sud, si possono distinguere le sagome frastagliate delle montagne di Agasthyarkoodam, che comprendono alcuni fra i picchi più alti di tutti i Ghati Occidentali (fino a 1868 metri); questi picchi sono accessibili solo previo permesso delle autorità forestali.

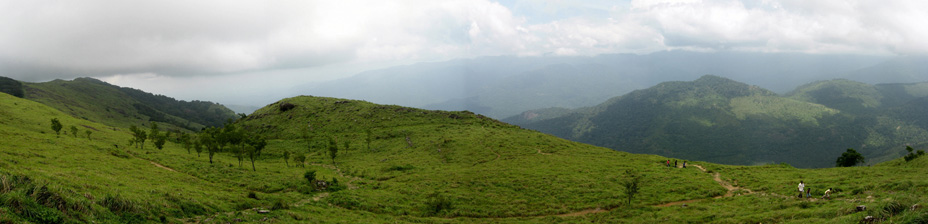
Ponmudi, vista panoramica

## Voci correlate

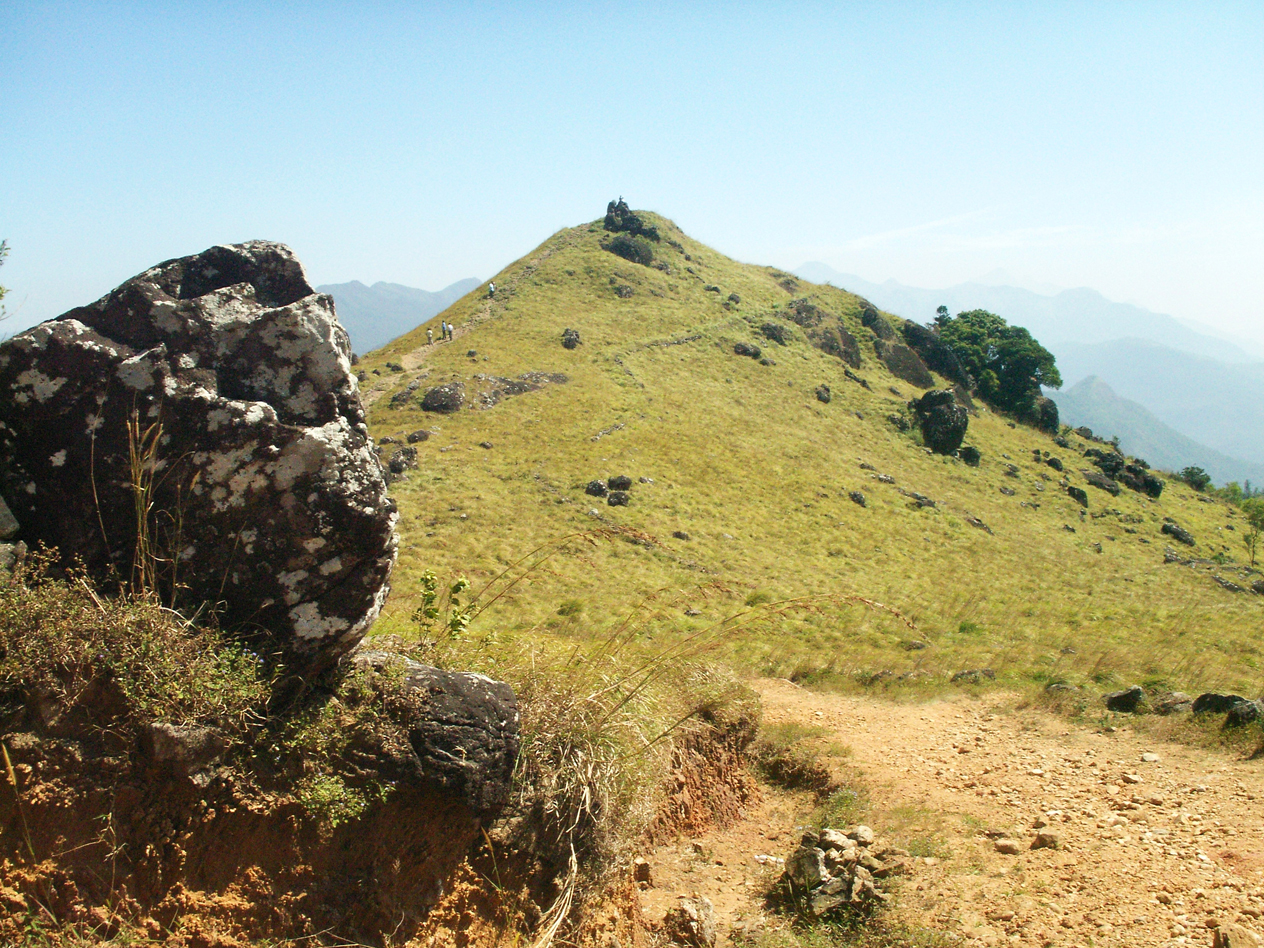
La cima di Ponmudi.